# Laattaouia
El Attaouia è una città del Marocco, nella provincia di El Kelâat Es-Sraghna, nella regione di Marrakech-Safi.